# Елвира Ковач
Елвира Ковач (мађ. Elvira Kovács; Зрењанин, 18. јул 1982) српски је политичар и економиста мађарскога порекла. Она је потпредседник Народне скупштине Републике Србије, народни посланик, потпредседник Савеза војвођанских Мађара.

## Приватни живот
Елвира Ковач је рођена 18. јула 1982. године у Зрењанину. У родном граду је завршила гимназију, а Економски факултет у Суботици. Била је студент-продекан, а један семестар провела је у Бечу. Дипломирала је 2006. године.
Удата је и мајка је једног дечака.

## Политичка каријера
Политиком је почела да се бави 2000. године када је постала чланица Савеза војвођанских Мађара. Од 2006. године била је чланица председништва Омладинског Форума. У Извршном Већу Војводине, у Покрајинском секретаријату за здравство и социјалну политику је радила од 2006. године до јула 2007. године. Била је председница женског форума од 2009. до 2015. године.
Редовна је посланица у Народној скупштини Србије од 2007. године као и у скупштини Савета Европе. Од 2015. године је потпредседница Савеза војвођанских Мађара. Чланови Комитета за једнакост и недискриминацију у скупштини Савета Европе изабрали су је 2015. године за потпредседницу.
Била је или је члан одбора за људска и мањинска права и равноправност полова, одбора за права детета, заменик члана одбора за рад, социјална питања, друштвену укљученост и смањење сиромаштва и одбора за здравље и породицу (заменик члана) и заменик председника одбора за европске интеграције.